# Chery Tiggo

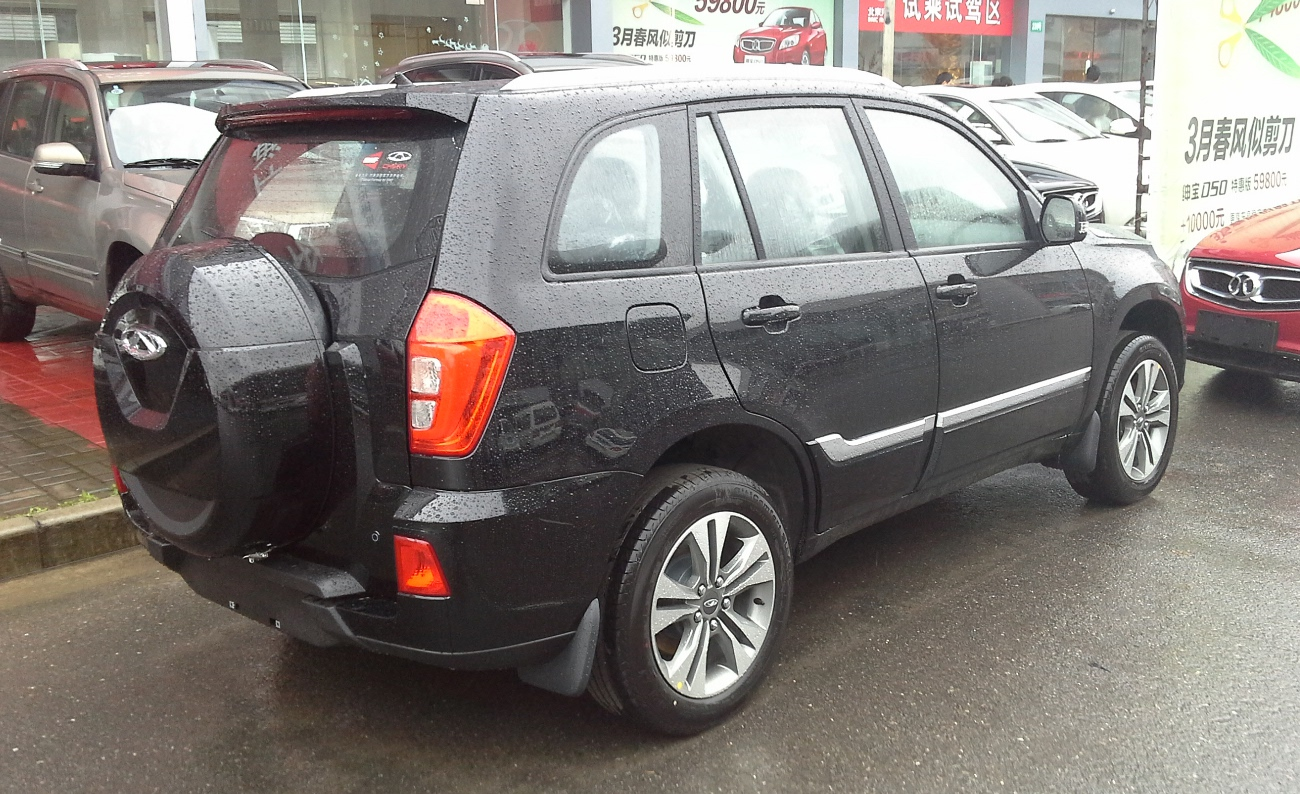

La Chery Tiggo est un 4×4 chinois lancé en 2006 par la marque Chery copiant le Toyota Rav-4 de seconde génération. Il existe en 2 versions : SUV ou 4×4.
La deuxième génération du Chery Tiggo 5, a vu trois grands événements, le premier, d'ordre stylistique, l'avant a été revu en totalité avec de nouveaux optiques dans l'air de famille Arrizo 5, une nouvelle calandre qui intègre désormais le nouveau logo de la marque. Deuxième événement, celui de son intégration dans la gamme du constructeur italien DR Motori, qui le propose en le rebadgeant, pour le marché italien et du coup européen. Troisième événement, une hausse des ventes à plus de 500 000 unités depuis son lancement en 2005 à 2017.